# Proturer
Proturer (Protura) er en orden af leddyr. De fleste arter lever i jord. Dyrene er oftest mikroskopiske og har ingen øjne eller antenner, i stedet bruger dyrene de forreste ben som sanseorganer. Dyrene er under 1,5 mm lange. Ordenen indeholder 3 familier med omkring 400 arter.

## Klassifikation
Orden Proturer Protura
- Underorden: Eosentomoidea
  - Familie: Eosentomider Eosentomidae, 90 arter.
  - Familie: Sinentomidae
- Underorden: Acerentomoidea
  - Familie: Protentomidae
  - Familie: Acerentomidae